# Ibaretama
Ibaretama é um município brasileiro do estado do Ceará, localizado na Microrregião do Sertão de Quixeramobim, Mesorregião dos Sertões Cearenses. Sua população estimada em 2010 era de 12.922 habitantes. Nas eleições de 2016 o município possuía 11.930 eleitores.

## Toponímia
O topônimo Ibaretama vem do Tupi Guarani e significa ibá: fruto, árvore frutífera; e retam: terra natal, pátria, região.
Sua denominação original era Serra Azul, depois São Luís  e desde 1938 Ibaretama.

## História
A região entre os rios Piranji, Choró e Sitiá era habitada por índios como os jenipapo, kanyndé, biques, choró, quesito e quixadá.
A história da moderna Ibaretama, como um povoado, começa em 1905 com a doação das terras por particulares, nelas sendo construída uma capela em homenagem a Nossa Senhora Auxiliadora no ano de 1909. Em 1911, este lugarejo passou a ser distrito com o nome de Serra Azul, depois São Luís e em 1938, Ibaretama. Em toda a sua história foi distrito do município de Quixadá, até quando foi desmembrado em 8 de maio de 1988.

## Geografia

### Clima

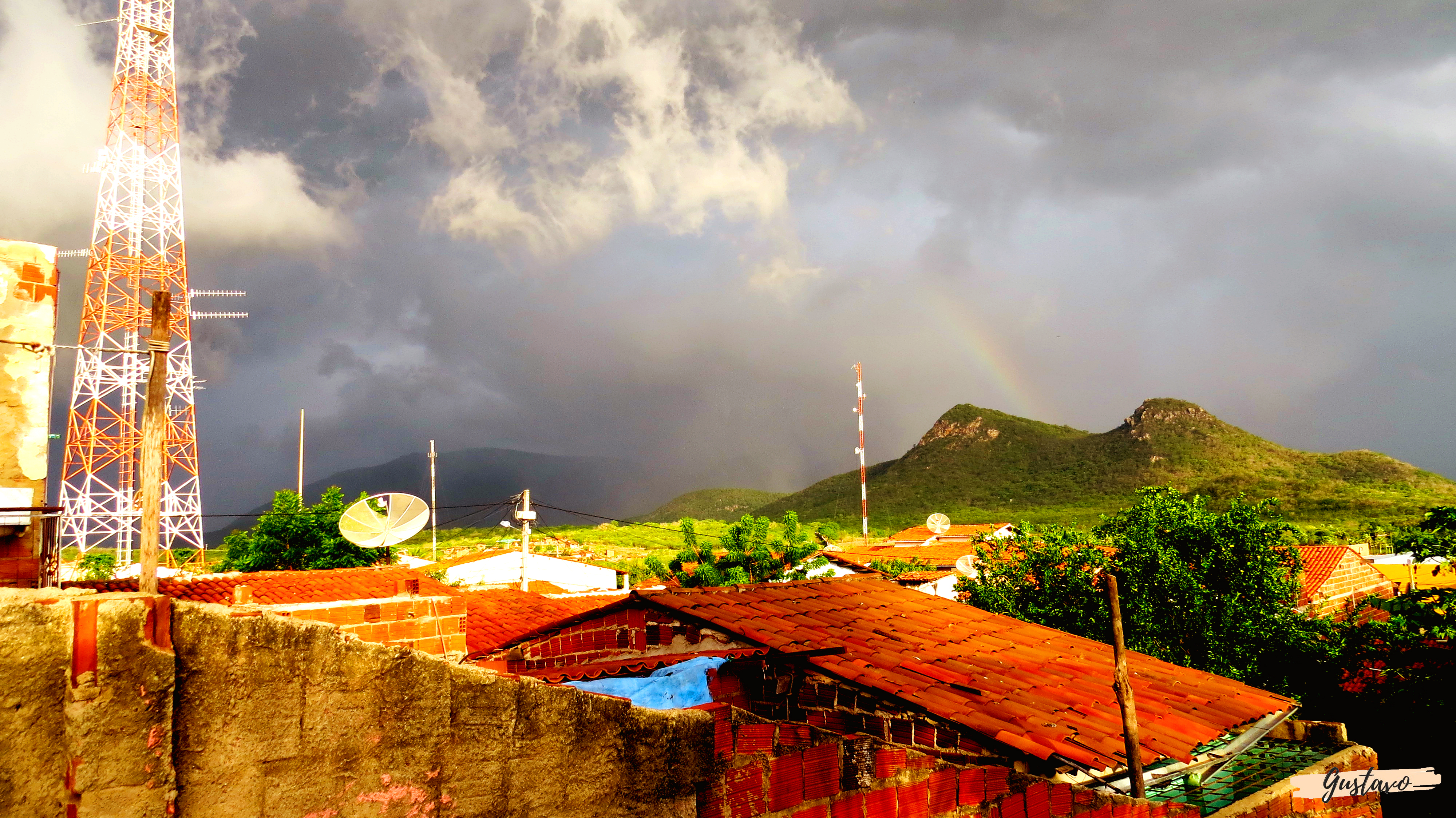
Imagem serra azul no ápice do inverno no município.

O município está inteiramente localizado na região de clima tropical quente semi-árido com chuvas de fevereiro a maio. A temperatura média anual de 27 °C, com pluviometria média anual ser de 838 mm. A região de Ibaretama está sujeita à ocorrência de secas severas.

### Hidrografia e recursos hídricos
A maior parte do território municipal está na bacia do rio Piranji, que banha o município, e uma pequena parte está na bacia do rio Sitiá. O maior reservatório é o Açude Macacos, construído sobre o leito do riacho dos Macacos, com capacidade de 10.320.337 m³ e concluído em 2007. Há também a adutora Ibaretama, com 2,7 km de extensão, ligando poços tipo Amazonas, com vazão de 6 litros/s, à sede, e outros 52 poços com vazão média total de 2,94 m³/h (ou 55 litros/s). Outros riachos são: Santa Clara, Mororó dos Cavalos, Salgadinho e Bonfim.

### Relevo e solos
Na maior parte do município o relevo é plano ou de suaves ondulações com altitudes inferiores a 200 m. Possui um maciço residual chamado Serra Azul que atinge altitudes superiores a 700 m. O tipo de solo predominante na porção sudeste são os argissolos, que são solos profundos. Nas demais partes do município dominam os platossolos e neossolos, que são solos rasos e poucos desenvolvidos.

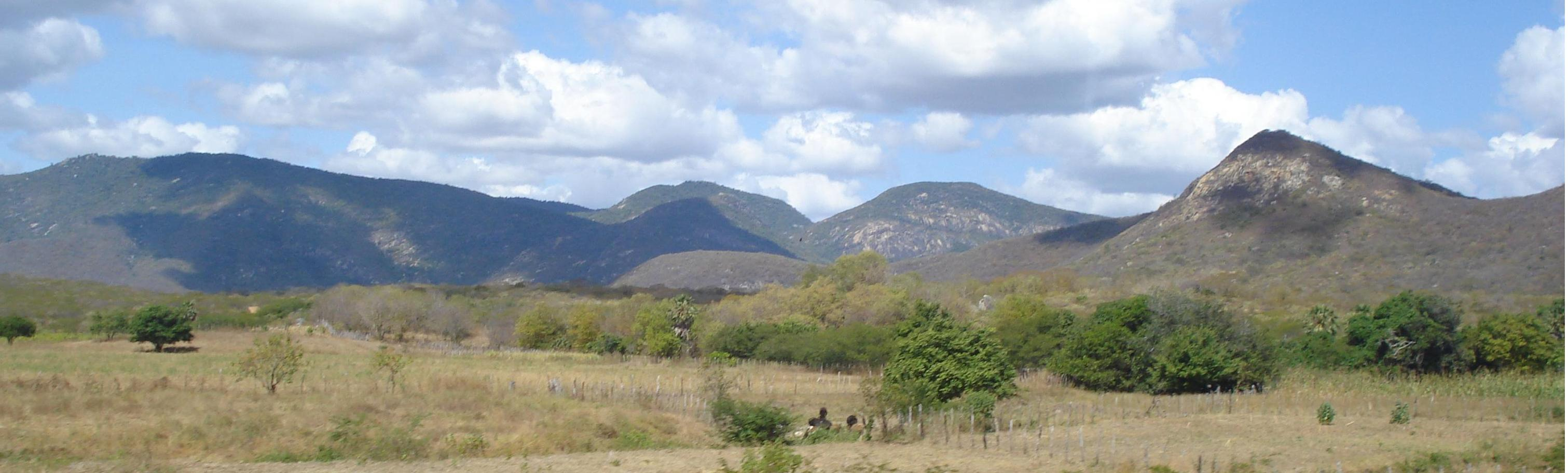
Na Serra azul está localizada o ponto culminante do município, com altitude de 748 metros

### Vegetação
Caatinga arbustiva densa na maior parte do território e floresta caducifólia espinhosa, ou caatinga arbórea, nas áreas mais elevadas da serra Azul.

### Subdivisão
O município tem cinco distritos: Ibaretama (sede), Nova Vida, Oiticica, Pedra e Cal e Piranji.

## Aspectos socioeconômicos
A maior concentração populacional encontra-se na zona rural. A sede do município dispõe de abastecimento de água, fornecimento de energia elétrica, serviço telefônico, agência de correios e telégrafos, serviço bancário, hospital, hotéis e ensino de 1° e 2° graus.
A partir de Fortaleza o acesso ao município pode ser feito por via terrestre, através da rodovia Fortaleza/Capistrano/Quixadá/Ibaretama (CE 60 - Rodovia do Algodão/BR 122) ou Fortaleza/Pacajus/Chorozinho/Ibaretama (BR 116/BR 122). As demais vilas, lugarejos, sítios e fazendas são acessíveis por meio de estradas estaduais, asfaltadas ou carroçáveis.
A economia local é baseada na agricultura: algodão arbóreo e herbáceo, banana, milho, feijão, mandioca, cana-de-açúcar e castanha de caju; pecuária: bovino, ovino, caprino, suíno e avícola.
Outra fonte de renda é extrativismo de madeiras diversas para a produção de carvão vegetal, madeira de lenha e construção de cercas, além do extrativismo da oiticica e carnaúba. A manufatura de redes, bordados, chapéus-de-palha, couro e outros produtos, são fontes de renda para diversas comunidades locais. A extração mineral de rochas para obtenção de brita, placas para fachadas e usos outros na construção civil se destacada como fonte de renda. A piscicultura é praticada nos açudes e lagoas do município.

## Cultura
O principal evento cultural é festa da padroeira, Nossa Senhora Auxiliadora.

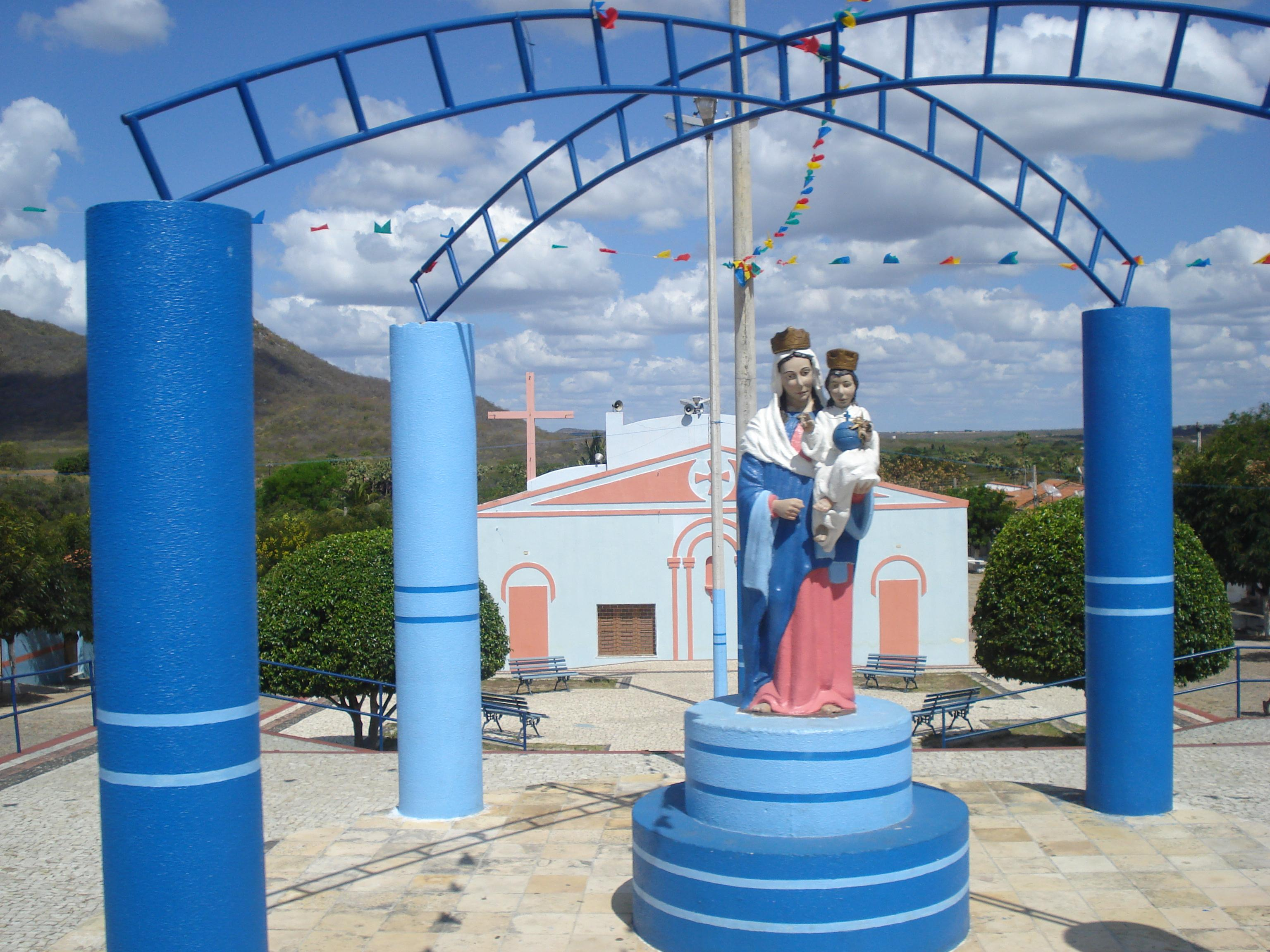
Estátua de Nossa Senhora Auxiliadora, padroeira da cidade, e Igreja Matriz de Ibaretama.

## Política
A administração municipal localiza-se na sede: Ibaretama.